# Muhammad Taqi Bahjat
Muhammad Taqi Bahjat est un gnostique et Marja-e taqlid chiite duodécimain iranien, né le 24 août 1916 à Fouman, et mort le 17 mai 2009 à Qom. Il est enterré dans le Sanctuaire de Fatima Masoumeh.

## Biographie
Muhammad Taqi Bahjat est né à Fouman, Gilan (Iran) dans une famille religieuse. 

### Études
Muhammad Taqi Bahjat a terminé ses études primaires dans une école de Maktab Fuman. Plus tard, à Fuman il a commencé son éducation religieuse jusqu'en 1929, quand il est allé à Qom après avoir terminé des études de grammaire et de littérature de langue arabe. Après un bref séjour à Qom, il a migré vers la ville de Karbala et a suivi les cours de certains savants tels que Sayyid Abul Qasim al-Khou'i.
En 1933, il a quitté Karbala pour Najaf pour compléter ses études ; là, il suit les cours d'Akhund Khurasani.
Après avoir fréquenté les classes de l'ayatollah Dia al-Iraki et de l'ayatollah Mirza Na'ini, il commence à assister aux conférences de l'ayatollah du cheikh Muhammad Husein al-Gharawi al-Isfahani (connu sous le nom d'Al-Kumpani). Bahjat a également beaucoup profité de la conférence de l'ayatollah al-Hajj Sayyid Abul Hasan al-Hajj et du cheikh Muhammad Kadhim Shirazi.
En dehors du fiqh (jurisprudence) et Usul al-Fiqh (principes de la jurisprudence) Muhammad Taqi Bahjat a étudié le livre Al-Isharat d'Ibn Sina (Avicenne) et Al-Asfar al-Arba'a de Mollâ Sadrâ Shirazi chez Sayyid Husein Al-Baadkoubi.
En 1944, Bahjat est renvoyé en Iran et devient l'élève de l'ayatollah Al-Udhma al-Kouhkamar'i ; il assiste à des conférences sur l'ayatollah Boroujerdi en fiqh (jurisprudence). Pour les cinquante dernières années, il a été enseignant au niveau Affaire classée du fiqh (jurisprudence) dans sa maison pour éviter la publicité. Comme l'une des grandes autorités religieuses, il enseignait la jurisprudence à l'échelon supérieur.

### Décès
Le 17 mai 2009, Bahjat est mort à Qom à l'âge de 92 ans. Il est enterré dans le Sanctuaire de Fatima Masoumeh.

## Professeurs
- Abu l-Hasan al-Isfahani
- Agha Zia Addin Araghi
- Hossein Tabatabai Borujerdi
- Muhammad Hossein Naini
- Ali Tabatabaei
- Abu al-Qasim al-Khoei

## Étudiants
- Mohammad-Taqi Mesbah Yazdi
- Morteza Motahhari
- Abdollah Javadi-Amoli
- Mohammad Mohammadi Gilani
- Mohammad Yazdi
- Ahmad Azari Qomi